# Strmec Stubički
Strmec Stubički is een plaats in de gemeente Stubičke Toplice in de Kroatische provincie Krapina-Zagorje. De plaats telt 753 inwoners (2001).